# Champagne-au-Mont-d'Or
Champagne-au-Mont-d'Or är en kommun i departementet Rhône i regionen Auvergne-Rhône-Alpes i östra Frankrike. Kommunen ligger i kantonen Écully som tillhör arrondissementet Lyon. År 2022 hade Champagne-au-Mont-d'Or 6 124 invånare.

## Befolkningsutveckling
Antalet invånare i kommunen Champagne-au-Mont-d'Or
| Referens: INSEE |